# 1187. pr. Kr.
◄ | 13. stoljeće pr. Kr. | 12. stoljeće pr. Kr. | 11. stoljeće pr. Kr. | ►
◄ | 1210-ih pr. Kr. | 1200-ih pr. Kr. | 1190-ih pr. Kr. | 1180-ih pr. Kr. | 1170-ih pr. Kr. | 1160-ih pr. Kr. | 1150-ih pr. Kr. | ►
◄◄ | ◄ | 1190. pr. Kr. | 1189. pr. Kr. | 1188. pr. Kr. | 1187 pr. Kr. | 1186. pr. Kr. | 1185. pr. Kr. | 1184. pr. Kr. | ► | ►►

## Događaji
- Twosret (19. dinastija) postaje kraljica Egipta